# Calangianus
Calangianus – miejscowość i gmina we Włoszech, w regionie Sardynia, w prowincji Sassari. Graniczy z Berchidda, Luras, Monti, Sant'Antonio di Gallura, Telti i Tempio Pausania.
Według danych na rok 2021 gminę zamieszkiwało 3854 osób, 30,39 os./km².